# Changhe Aircraft Industries Corporation
La Changhe Aircraft Industries Corporation è un'azienda cinese, specializzata nella produzione di elicotteri. È fornitore dell'Esercito Popolare di Liberazione cinese. L'azienda ha sede nella città di Jingdezhen, nella provincia di Jiangxi.

## Storia
L'azienda venne fondata nel 1969 come azienda statale; oggi è il principale partner dell'Esercito Popolare di Liberazione. La Change impiega attualmente 4.300 dipendenti in due impianti di lavorazione rispettivamente grandi 1,29 milioni m² e 0,22 milioni m². Ha stabilito una partnership, tramite joint-venture, con due grosse aziende del settore, la AgustaWestland e la Sikorsky. Inoltre, fino al 2008, controllava l'azienda automobilistica Changhe Automobile.

## Prodotti

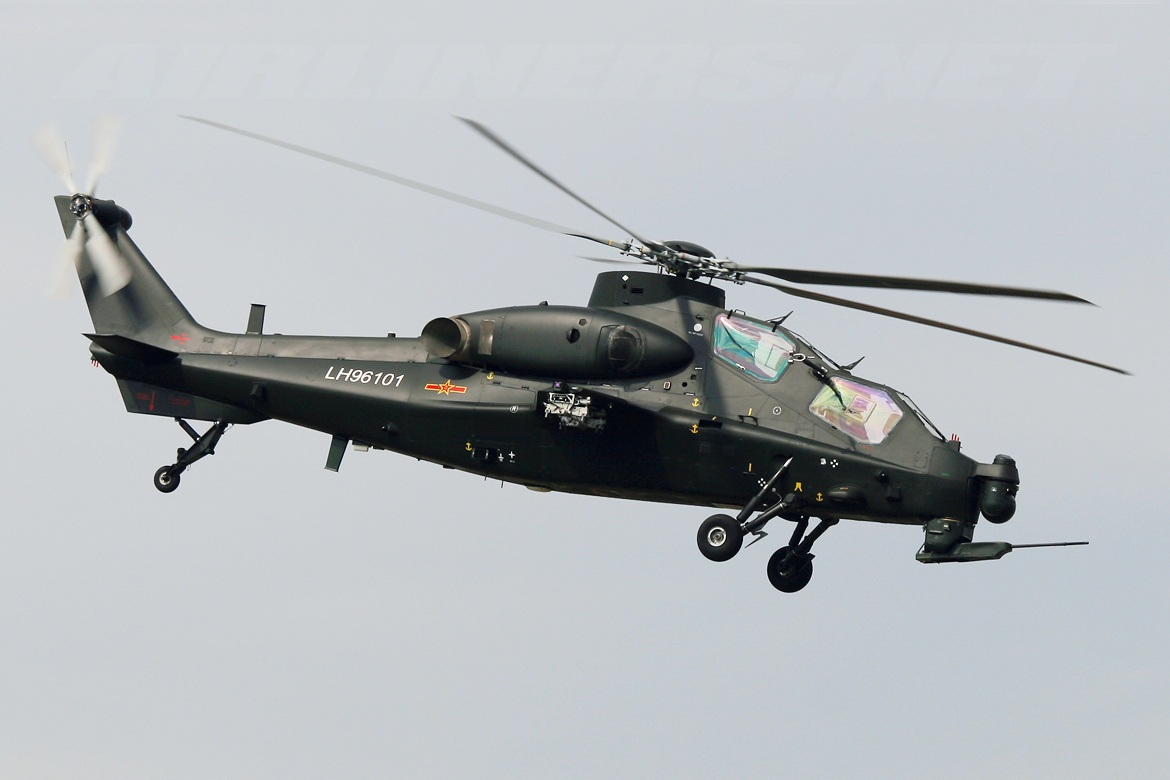
Changhe WZ-10

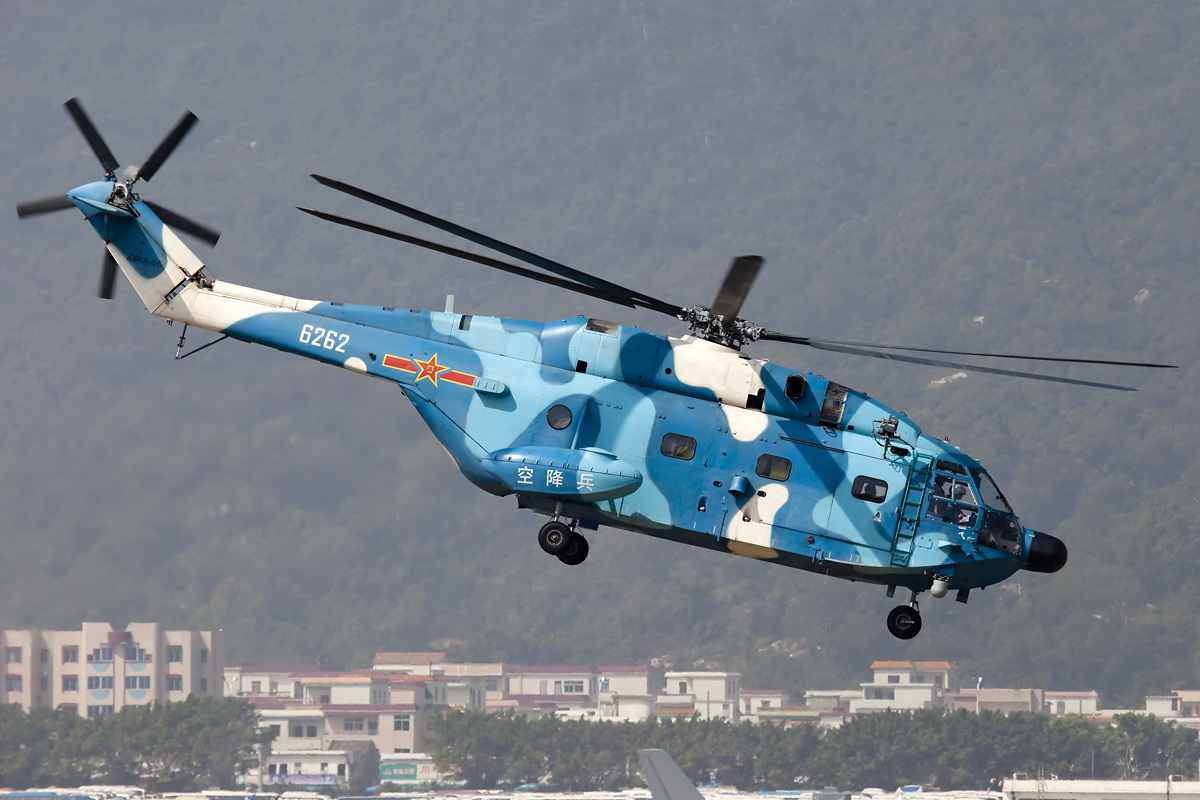
Changhe Z-8

### Elicotteri
- Changhe Z11 - elicottero multiruolo
- Harbin Z-9
- CAIC WZ-10 - elicottero d'attacco
- Changhe Z-8 - elicottero da trasporto pesante; Variante cinese del Aérospatiale SA 321 Super Frelon.
- CA109 -  elicottero multiruolo, versione cinese del AgustaWestland AW109.

### Componenti
- fusoliera per il Sikorsky S-76.[4]
- pilone rotore per il Sikorsky S-92.[5]